# Гирксайоль
Гирксайо́ль або Гуркесайо́ль або Гирка́с-Йо́ль або Гуркесає́ль (рос. Гыркасаёль, Гуркесаёль, Гыркас-Ёль, Гуркесаель) — річка в Республіці Комі, Росія, права притока річки Велика Ляга, правої притоки річки Печора. Протікає територією Троїцько-Печорського району.
Річка бере початок із болота Дал'єльнюр, протікає на південний схід, південь, південний схід та південь. Нижня течія протікає паралельно річці Велика Ляга.